# Zavazák

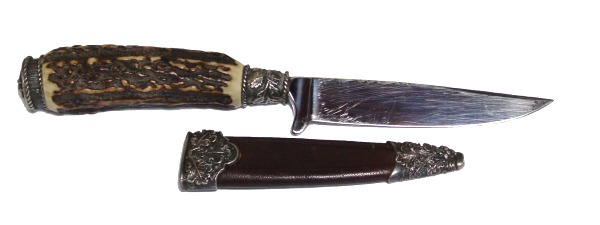
Zavazák

Zavazák je kratší a užší lovecký nůž, který se běžně používá k provádění tzv. zárazu postřelené zvěře. To je zabodnutí nože do lebečního důlku v místě vyústění míchy do prvního krčního obratle (tedy lidově „za vaz“). Nůž musí být pevný, užší s ostrou špičkou, aby pronikl až do mozku a zvěř okamžitě usmrtil.